# Atlantique
Atlantique je francouzsko-belgicko-senegalský dramatický film z roku 2019, který režíroval Mati Diopa. Snímek měl světovou premiéru na filmovém festivalu v Cannes dne 16. května 2019.

## Děj
Mladí dělníci z dělnického předměstí poblíž Dakaru pracují na stavbě mrakodrapu s názvem Atlantique. Protože jim jejich šéf neplatí, rozhodnou se opustit zemi a nalodit se na loď přes Atlantský oceán.
Ada se má brzy provdat za Omara, který pracuje jako legální imigrant v Itálii, ale je zamilovaná do Souleimana. Oba se mají toho večera setkat s dalšími chlapci a dívkami v přímořském nočním klubu. Souleiman ale zmizí z města, aniž by dal komukoliv vědět.
Během svatebního obřadu shoří budoucí svatební postel. Vyšetřováním je pověřen mladý inspektor Issa, který zjistí, že na večírku byl viděn Souleiman. Zároveň se v okolí realitního developera, začnou dít podivné události.

## Obsazení
| Mame Bineta Sane    | Ada               |
| Amadou Mbow         | inspektor Issa    |
| Ibrahima Traoré     | Souleiman         |
| Nicole Sougou       | Dior              |
| Aminata Kané        | Fanta             |
| Mariama Gassama     | Mariama           |
| Coumba Dieng        | Thérèse           |
| Abdou Balde         | Cheikh            |
| Ibrahima Mbaye Thié | komisař Moustapha |
| Diankou Sembene     | Ndiaye            |
| Babacar Sylla       | Omar              |

## Ocenění
- Filmový festival v Cannes: Velká cena, Cena CST pro technického umělce, zvláštní uznání (Claire Mathon, kameramanka)
- Filmové ceny Teranga: nejlepší celovečerní hraný film
- Londýnský filmový festival: nejlepší první film
- Filmové dny Kartága: Stříbrný Tanit pro hraný film, Tanit pro nejlepší hudbu
- César: nominace v kategoriích nejlepší  filmový debut (Mati Diop), nejslibnější herečka (Mame Bineta Sane)